# Bud Shuster

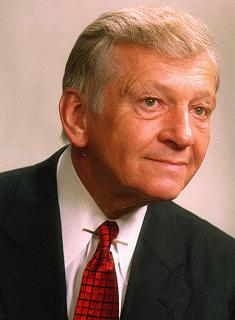
Bud Shuster

Elmer Greinert „Bud“ Shuster (* 23. Januar 1932 in Glassport, Allegheny County, Pennsylvania; † 19. April 2023 in Everett, Pennsylvania) war ein US-amerikanischer Politiker. Zwischen 1973 und 2001 vertrat er den Bundesstaat Pennsylvania im US-Repräsentantenhaus.

## Werdegang
Bud Shuster studierte bis 1954 an der University of Pittsburgh und diente danach zwischen 1954 und 1956 in der US Army. Anschließend setzte er seine Ausbildung bis 1960 bzw. 1967 an der Duquesne University in Pittsburgh und der American University in Washington, D.C. fort. Damals betrieb er auch eine Computerfirma. Gleichzeitig schlug er als Mitglied der Republikanischen Partei eine politische Laufbahn ein. Zwischen 1976 und 1988 nahm er als Delegierter an allen Republican National Conventions teil.
Bei den Kongresswahlen des Jahres 1972 wurde Shuster im neunten Wahlbezirk von Pennsylvania in das US-Repräsentantenhaus in Washington gewählt, wo er am 3. Januar 1973 die Nachfolge von John H. Ware antrat. Nach 14 Wiederwahlen verblieb er bis zu seinem Rücktritt am 3. Februar 2001 im Kongressabgeordneter. Zwischen 1995 und 2001 war er Vorsitzender des Ausschusses für Verkehr und Infrastruktur. Während seiner Zeit im Kongress endete der Vietnamkrieg. Im Jahr 1974 wurde auch die Arbeit des Kongresses durch die Watergate-Affäre belastet.
Bud Shusters Rücktritt am 3. Februar 2001 erfolgte aus gesundheitlichen Gründen. Es gab aber auch Spekulationen, dass er aufgrund innerparteilicher Regelungen seinen Ausschussvorsitz in der neuen Legislaturperiode hätte aufgeben müssen und er deshalb zurückgetreten sei. Bei der fälligen Nachwahl wurde sein Sohn Bill als sein Nachfolger in den Kongress gewählt.